# Clavularia parvula
Clavularia parvula is een zachte koraalsoort uit de familie Clavulariidae. De koraalsoort komt uit het geslacht Clavularia. Clavularia parvula werd in 1906 voor het eerst wetenschappelijk beschreven door Thomson & Henderson. 